# Neolucanus giganteus
Neolucanus giganteus là một loài bọ cánh cứng trong họ Lucanidae. Loài này được Pouillaude mô tả khoa học năm 1914.